# Кулекбаев, Руслан Алпысбаевич
Руслан Алпысбаевич Кулекбаев (каз. Руслан Алпысбайұлы Күлекбаев; род. 11 июня 1990, Байконур, Кызылординская область, Казахская ССР, СССР) — казахстанский террорист, приверженец салафитского джихадизма, организатор и исполнитель террористического акта в городе Алма-Ата 18 июля 2016 года. В результате теракта погибло 10 человек и 7 получили ранения.

## Биография

### Ранняя жизнь
Руслан Алпысбаевич Кулекбаев родился 11 июня 1990 года в Кызылординской области, ранее проживал в городе Байконур. У него есть брат, сестра и три младших брата.  Его родители подали на развод, когда он был еще маленьким. Учился в средней общеобразовательной школе № 8 имени Юрия Гагарина. Ушёл после 9-го класса с неполным аттестатом. По словам педагогов, тот учился средне, однако с ребятами ладил и любил играть в футбол. Учителя и знакомые сообщили, что в школе Руслан был человеком немногословным, скрытным и замкнутым, но спортивным и показывал себя с хорошей стороны. С раннего возраста занимался кикбоксингом. Участвовал в различных соревнованиях и занимал призовые места, однако никогда не занимал первое место. Судя по всему, в кикбоксе он участвовал, чтобы быть заметным в своей среде. Несмотря на то, что он посвятил свою жизнь спорту, никогда не добился большого успеха. Возможно по этой причине в нем начали появляться странное поведение, в которых он обвинял других в своих неудачах. Тогда и полностью разочарованный в своих провалах Руслан, забросил спорт навсегда.
В 2010 году он женился на женщине по имени Аяулым Умбеткулова, уроженке села Ынтымак Илийского района Алматинской области. Она родила от него двух детей. Женщина рассказала журналистам, что никогда не замечала жестокости со стороны мужа. Однако он, по ее словам, якобы всегда был строг: никогда не позволял посещать шумные тои и общаться с родными. Муж также настаивал на том, чтобы она носила хиджаб и совершала намаз. Сам он совершал пятикратный намаз.

### Первое преступление
В возрасте 20 лет Кулекбаев совершил грабёж. 1 июля 2010 года он прибыл из Кызылорды в Шымкент без денег, сразу стал крутиться на вещевом рынке «Самал», замышляя кражу или грабёж. Несколько дней выслеживал и присмотрел себе жертву — выбрал одну из продавщиц. Кулекбаев дождался, пока она закончит работу, соберёт сумку, и пошёл за ней. Уже в подъезде дома, где она живёт, в микрорайоне «Восток», на четвёртом этаже он догнал женщину и вырвал сумку, но продавщица стала сопротивляться. Нападавший применил силу и убежал. В сумке было 115 000 тенге и сотовый телефон. Однако бегущего Кулекбаева заметил патрульный экипаж, его задержали.
27 августа 2010 года в Енбекшинском районном суде вынесли приговор по статье 178, часть 2, УК РК («Грабёж с применением насилия») — три года условно. Кулекбаев просидел в СИЗО всего 50 дней до оглашения приговора и вышел на свободу.

### Второй арест
Через два года после первого знакомства со стражами порядка Руслан Кулекбаев попался на очередном преступлении. 8 мая 2012 года Кызылординским городским судом был приговорён по статье 251 («Незаконное приобретение и хранение огнестрельного оружия») к двум годам 11 месяцам лишения свободы.
Согласно материалам уголовного дела, хранящимся в базе данных Верховного суда, 14 февраля 2012 года Руслан Кулекбаев ждал свой поезд в Таразе и гулял в сквере возле вокзала. Там, по его словам, он нашёл полиэтиленовый пакет, в котором лежал револьвер системы «наган» образца 1895 года, семь патронов калибра 5,6 мм и глушитель, которые он завернул в джинсы и положил в сумку. Затем сел на поезд до Байконура.
На следующий день при проверке пассажиров полицейские обнаружили у Кулекбаева оружие. Сотрудникам полиции он объяснил, что собирался передать револьвер другу своего брата Нурлана Кулекбаева по имени Медел, который работает в КНБ. А в Таразе он не сдал револьвер, потому что не верит правоохранительным органам Жамбылской области.
Тем не менее, в тексте приговора указано, что поначалу Руслан Кулекбаев признавал свою вину. Согласно этому документу, задержанному тогда вернули книги «Ислам негіздері», «Тақуалар бақтары» и «Құрани кәрім». Также известно, что Кулекбаев попросил суд применить к нему наказание, не связанное с лишением свободы, поскольку он читает намаз, религиозную литературу приобретает в магазине «Мир Ислама» и к экстремизму отношения не имеет. Тем не менее, суд был непреклонен.

### Совершение нового грабежа
В 2015 году вышел на свободу и переехал с семьёй в Алма-Ату. Сняв здесь квартиру, он занимался торговлей сотовых телефонов на блошином рынке, однако вернулся из тюрьмы совершенно другим человеком. Находясь в заключении он связывался с салафитами и стал преувеличенно религиозным. Свои религиозные убеждения он навязывал семье и принуждал супругу носить хиджаб, а затем паранджу, но она была против. Запрещал смотреть телевизор, слушать музыку, так как по его мнению — харам.
После торговли сотовых телефонов и заработанных денег Руслан начинает искать способы дополнительного заработка, поскольку для него это было мало, и решает ограбить богатых бизнесменов и вдруг он наткнулся на бизнесмена Вячеслава Мещерякова и решил ограбить его. 23 октября 2015 года Руслан Кулекбаев ждал Мещерякова у входа в дом № 4 в 13-м микрорайоне. Он 5 раз выстрелил в него из травматического оружия, и забрал сумку. В сумке были iPad2 стоимостью 110 тысяч тенге и 40 тысяч тенге. Ж. Сапарбеков, Д. Асембекулы, Е. Кусаинов помогали Кулекбаеву совершить указанное преступление, сговорившись с ним, следя за тем, чтобы посторонние люди не приближались к месту. По словам прокурора, Кулекбаев агитировал участников преступной группы, утверждая, что Мещеряков занимается торговлей спиртным, поэтому, ограбить его не грех. На суде говорилось о том, что некий неустановленный человек по имени Мирас узнал, что Мещеряков носит с собой 5-6 миллионов тенге, и спланировал вооружённое ограбление. Но Мещеряков на суде заявил, что занимается торговлей автозапчастями, такие крупные суммы транспортировал только с помощью банковской инкассации.

## Теракт в Алма-Ате
Первое убийство совершил ночью с 17 на 18 июля, в 3:57: Руслан Кулекбаев застрелил уроженку Узбекистана в такси, занимающуюся в Алма-Ате проституцией. Затем он заставил таксиста отвезти его в Алма-Ату. Уже во время следствия выяснилось, что женщину он убил из-за религиозной нетерпимости к её промыслу.
Первоначально Кулекбаев намеревался начать нападение у здания алматинского суда, но передумал, увидев там большое количество мирных жителей, и вместо этого заставил таксиста отвезти его в Алматинское отделение полиции. Возле вокзала Кулекбаев освободил таксиста целым и невредимым и прошел оставшееся расстояние до своей цели. Таксист позже был задержан властями после стрельбы в Алматы, но полиция отпустила водителя после того, как установила, что он не был сообщником Кулекбаева.
Выстрелы 18 июля раздались близ УВД Алмалинского района в 10:54. Преступник, вооружённый полуавтоматическим пистолетом МЦ 1, при попытке проникнуть в полицейское учреждение, отказавшись предоставить документы, ранил постового, завладел его оружием, автоматом АКС-74У, ранил ещё двух полицейских и гражданское лицо, а после скрылся. Затем Кулекбаев начал беспорядочно стрелять из автомата по находившимся поблизости полицейским и гражданским лицам. Расстреляв несколько человек, Кулекбаев угнал автомобиль, застрелив водителя. Стрельбу зафиксировала женщина-водитель на видеорегистратор, но Кулекбаев не стал открывать огонь.
На угнанной машине Кулекбаев подъехал к близлежащему зданию правительства Казахстана, жилому корпусу Комитета национальной безопасности (КНБ), где застрелил и ранил еще одного полицейского и сотрудника КНБ. Раненый сотрудник КНБ позже скончался от полученных ран в больнице. Расстреляв двух офицеров, Кулекбаев угнал вторую машину, но был замечен и преследовался подъехавшими полицейскими автомобилями, когда пытался скрыться.
Во время задержания и погони «алматинский стрелок» ранил нескольких полицейских, а трое полицейских позже скончались от полученных ранений в больнице. Информация была противоречивой: сначала заявлялось о нескольких нападавших, которые скрылись с места перестрелки на чёрном автомобиле марки Toyota. Позже выяснилось, что террорист сел в машину и под угрозой оружия приказал водителю ехать. По дороге он обстрелял полицейский автомобиль, ранив двух полицейских. Некоторые СМИ со ссылкой на анонимные источники написали об альтернативном варианте: якобы вооружённый Кулекбаев мог зайти в здание РУВД и вышел, не найдя там полицейских.
Возле здания ДКНБ Алматы Руслан Кулекбаев оказался приблизительно через десять минут. Позже террорист открыл огонь по дежурившим у здания патрульным полицейским. Были убиты двое сотрудников правоохранительных органов и один ранен. Водитель машины сбежал. Кулекбаев пытался завладеть автотранспортом служащего пограничных войск и убил его, ранив гражданское лицо.
Через несколько часов появилась официальная информация: террорист захватил легковушку «Лада» и заставил водителя поехать дальше, нарушая правила дорожного движения. Проезд на «красный» привлёк патрульную машину, она следовала за нарушителем и остановила его, после чего террорист вновь открыл стрельбу на поражение. Двое полицейских были ранены и один смертельно. Постовой департамента госдоходов Алматы старшина Аян Галиев услышал выстрелы и выбежал из здания. Террорист выстрелил в него, но и он ранил террориста, выстрелив в него 5 раз. Аян Галиев, остановивший террориста, затем скончался в больнице.
Террориста задержали в 11:30 возле здания «Казахконцерта», то есть примерно через полтора часа после нападения на постового Алмалинского РУВД. Во время задержания были ранены двое полицейских. Кулекбаева доставили в ближайшую больницу, где ему оказали помощь в связи с огнестрельными ранениями.
Помимо обстрелов, совершённых Кулекбаевым, в тот же день по меньшей мере два других лица, связанных с Кулекбаевым, совершили отдельные нападения в Алматы и его окрестностях. Один из нападавших был убит в перестрелке с полицией, второй задержан. Через несколько дней после стрельбы в Алматы полиция Казахстана арестовала и предъявила обвинения еще четырем лицам, подозреваемым в причастности к нападению.
Соцсети и мессенджеры в отсутствие официальной информации от ДВД и КНБ полнялись слухами: неизвестные распространяли сведения о захвате ТЦ «Сити-центр» и о стрельбе в других частях города. Многие горожане старались не выходить из домов и не покидать рабочие места. Многие отделения банков и торговые центры закрылись.
Красный уровень террористической опасности вводился в 12:20. К тому времени экстренно были закрыты все оружейные магазины города. Вскоре, был отдан приказ об усилении охраны режимных объектов, а воинские подразделения на территории города переводились на усиленный режим несения службы. Появившиеся слухи о захваченных заложниках в других частях города официально были не подтверждены.
Подозрительный пакет обнаружили на железнодорожной станции «Алматы-1» в 12:37. Вокзал срочно эвакуировали.
На жёлтый уровень опасности, красный сменился только ближе к восьми часам вечера, это ознаменовало завершение антитеррористической операции.
Министр внутренних дел Калмуханбет Касымов вылетел в Алматы по поручению Нурсултана Назарбаева.

## Последствия теракта
Погибли восемь сотрудников правоохранительных и других госорганов, двое гражданских лиц и ещё 7 человек получили ранения. Здание УВД Алмалинского района, ранее окруженного лишь металлическим решетчатым забором, осенью 2016 обнесли капитальной оградой.

## Суд и приговор
Психолог Зарина Штеер, которая изучала портрет и действия Кулекбаева, пришла к выводу, что он соответствует типу «рьяного исполнителя». По её мнению, ему чуждо раскаяние, он волевой человек и в то же время внушаемый, не лидер.
В отношении Руслана Кулекбаева правоохранительные органы проводили досудебное расследование по шести статьям: «Убийство», «Нападение на здания, сооружения, средства сообщения и связи или их захват», «Применение насилия в отношении представителя власти», «Акт терроризма», «Хищение либо вымогательство оружия, боеприпасов, взрывчатых веществ и взрывных устройств» и «Неправомерное завладение автомобилем или иным транспортным средством без цели хищения».
Во время судебного разбирательства Кулекбаев вел себя очень агрессивно и отказывался сотрудничать, в какой-то момент якобы перевернув и «бросив» стол в следователя, несмотря на то, что на нём были наручники.
На суде Кулекбаев заявил, что устроил кровавую бойню, потому что стражи порядка мешали мусульманам и встали на неправильный путь. Подсудимый оправдывал свои действия религиозными причинами. Кулекбаев цитировал Коран, утверждая, что там предписано сражаться со своими врагами. Министр внутренних дел Калмуханбет Касымов сообщил что Кулекбаев планировал убить судей и прокуроров Алматинского районного суда, чтобы отомстить правоохранительным органам за свое предыдущее заключение. Убийство проститутки обвиняемый объяснил тем, что предупреждал таксистов о недопустимости перевозки клиентов в месяц Рамазан.
2 ноября 2016 года суд приговорил Руслана Кулекбаева в совокупности к смертной казни с конфискацией имущества за убийства. Суд постановил взыскать с Кулекбаева около 70 миллионов тенге: шесть миллионов — в качестве возмещения материального ущерба, 62 миллиона — возмещения морального ущерба потерпевшей стороне, а также 643 тысячи тенге судебных издержек. Сам Руслан выслушал приговор спокойно, не показав никаких эмоций и при этом не раскаялся в содеянном. Пятеро других человек, помогавших Кулекбаеву получить оружие, приговорены к тюремным срокам от трех до 10 лет.
Почему Руслан Кулекбаев приговорён к смертной казни, объяснил судья. Председатель суда рассказал, что на стороне террориста была внезапность, что и позволило ему убивать полицейских и беспрепятственно передвигаться по городу.
По словам судьи, Кулекбаев, ранее дважды судимый, является приверженцем нетрадиционного религиозного течения, которое проповедует ненависть к основам государственного строя и представителям правоохранительных органов. Целью его преступления было нарушение общественной безопасности и устрашение граждан. Закон квалифицирует его действия как акт терроризма.
Какимжанов разъяснил, почему суд вынес высшую меру наказания Кулекбаеву. Согласно Конституции Республики Казахстан, а также статье 47 Уголовного кодекса, смертная казнь устанавливается Законом как исключительная мера наказания за террористические преступления, сопряжённые с гибелью людей.
Таким образом, Кулекбаев, на время действия моратория, подписанного президентом в 2003 году, содержался в условиях строгой изоляции в одиночной камере.

### В ожидании смертной казни
До заменения приговора, Руслан Кулекбаев находился в тюрьме, расположенной в городе Аркалыке Костанайской области. Он, как и другие приговорённые к смертной казни преступники содержался в максимально строгих условиях, в специальном помещении, благодаря чему не имел контактов с другими заключёнными, так как тогда в Казахстане действовал мораторий на исполнение смертной казни.
Его один раз в день выводили на прогулку. Заключённый характеризовался отрицательно, постоянно совершал нарушения режима. За время заключения в аркалыкской тюрьме Кулекбаев не написал ни одного письма. Свиданий с родственниками и встреч с адвокатами также не было.
За два года нахождения в тюрьме он предпринял две попытки покончить с собой, но сотрудники полиции предотвращали эти поступки.
После ратификации Второго Факультативного протокола к Международному пакту о гражданских и политических правах Парламентом Казахстана 29 декабря 2021 года смертная казнь в Казахстане была отменена. Смертный приговор Кулекбаеву был смягчён, и вместо этого приговор был заменен на пожизненное лишение свободы и Кулекбаев был этапирован в учреждению УК 161/3 города Житикара, колонию строгого режима для пожизненно осуждённых «Чёрный беркут».